# جورج براون (ضابط)
جورج براون (بالإنجليزية: George Scratchley Brown)‏ (و. 1918 – 1978 م) هو ضابط أمريكي، ويحمل رتبة عسكرية جنرال، توفي في واشنطن، عن عمر يناهز 60 عاماً، بسبب سرطان البروستاتا.

## مناصب
تولى منصب رئيس هيئة الأركان المشتركة الأمريكية (1 يوليو 1974–20 يونيو 1978)
.

## التعليم
تعلم في جامعة ميسوري، وتعلم في الأكاديمية العسكرية الأمريكية
.

## الخدمة العسكرية
خدم في القوات الجوية الأمريكية.

## جوائز
حصل على جوائز منها:
- صليب الطيران المتميز
- نوط الجو
- ميدالية النجمة الفضية
- Distinguished Flying Cross (United Kingdom) [الإنجليزية]‏
- ميدالية النجمة البرونزية
- وسام الاستحقاق الأمريكي برتبة فيلق
- عضوية الشرف في قاعة الطيران الوطنية  [لغات أخرى]‏

## روابط خارجية
- جورج براون على موقع مونزينجر (الألمانية)
- جورج براون على موقع إن إن دي بي (الإنجليزية)